# 小橋停留場
小橋停留場（日语：／ Kobashi teiryūjō */?），又稱小橋電車站，是位於岡山縣岡山市中區小橋町一丁目和二丁目，屬於岡山電氣軌道東山本線的電車站。車站編號為H07。

## 歷史
- 1923年（大正12年）7月9日 西大寺町至東山之間間開通[1]，此站啟用。

## 電車站構造
由於道路寬度問題，因此此站沒有月台。電車乘車處位於道路上的安全地帶。在附近的電線柱上標示了此站站名。在道路旁設有電車時間表（岡山站方向的時間表在中國銀行小橋分店前。乘車需要在道路旁候車，等候電車到達時才越過馬路乘車。
在2001年（平成13年），此站發生交通意外，一架私家車撞向候車中的高校生，為了防止同類事故發生，計劃在此站加設月台。可是為了確保車站有一個月台，同時計劃把該路段變成單線，後來由於單線化會影響繁忙時間的運作使沒有實現這個計劃。反而進行了以下的改善措施，包括附近增設照明系統，於中國銀行內加設上蓋的候車處。另外，與此站相同構造的中納言停留場停站，於電車內會廣播提醒乘客小心車輛。

## 電車站周邊
- 岡山縣道28號岡山牛窗線（日语：岡山県道28号岡山牛窓線）
- 小橋（跨過旭川（日语：旭川 (岡山県)）的橋樑）
- 兩備巴士「小橋」巴士站
- 岡山市民文化會堂
- 內山工業
- 中國銀行小橋分店
- 國清寺

## 巴士路線

### 「小橋」巴士站
在小橋路口南邊設有「小橋」巴士站。
使用Hareca的乘客可在此站轉乘岡山電氣軌道電車（岡山站前、縣廳通方向）和兩備巴士（平井、沖元、津田、西大寺方向），當中可享有轉乘優惠，總車資只計算整個車程。
停靠此巴士站的巴士公司
- ■兩備巴士（兩備控股）

#### 一般巴士路線
| 乘車處               | ■路線編號 | 巴士公司 | 方向                       | 備註 |
| -------------------- | --------- | -------- | -------------------------- | ---- |
| 平井、沖元、津田方向 | ■347      | 兩備     | （平井、沖元、津田）西大寺 |      |
| 岡山市街方向         | ■347      | 兩備     | （西大寺町、天滿屋）岡山站 |      |

## 相鄰電車站
岡山電氣軌道
■東山本線
西大寺町（H06）－（臨）京橋－小橋（H07）－中納言（H08）

## 注腳
1. ↑  岡山電気軌道　路面電車のあゆみ （页面存档备份，存于）（日語）
2. ↑  . YOMIURI ONLINE（読売新聞岡山地域面） (読売新聞社).   [2018-06-08]. （原始内容存档于2002-03-16） （日语）.
3. ↑   (pdf). 両備バス.   [2018-09-23]. （原始内容存档 (PDF)于2018-09-23） （日语）.

## 外部連結
- 岡山電気軌道株式会社 電車事業部（路面電車） （页面存档备份，存于）（日語）